# Raketa
Raketa (en cirílico ruso Paкeтa, literalmente cohete) es una marca de relojes que se han fabricado desde 1961 en la Fábrica de Relojes de Petrodvorets en San Petersburgo.

## Historia

### Orígenes
La Fábrica de Relojes de Petrodvorets es la factoría más antigua de Rusia. Fue fundada en San Petersburgo por Pedro el Grande en 1721 como la Fábrica de Peterhof, e inicialmente se especializó en joyería y en la talla de piedras preciosas.
Durante la era soviética, la fábrica se convirtió en el principal proveedor de piedras de precisión para la industria relojera y militar del país. Durante la Segunda Guerra Mundial la mayor parte de la maquinaria y empleados se trasladaron a nuevas instalaciones en los montes Urales para alejarlos del avance alemán. A partir de 1946, se inició la manufactura de relojes de las marcas Zvezda y Pobeda, y la fábrica se especializó en la relojería a partir de 1949.

### Inicio
La marca Raketa se lanzó en 1961 coincidiendo con el primer vuelo tripulado al espacio de Yuri Gagarin. En la década de los ochenta, la producción de relojes Raketa alcanzó alrededor de cinco millones de unidades anuales. Eran utilizados por la población civil de la URSS, además de por las fuerzas armadas soviéticas y por misiones de exploración al Polo Norte, así como por clientes en mercados de exportación.
.

### Era postsoviética
Tras la caída de la Unión Soviética, la producción de los relojes Raketa descendió hasta las 10.000 unidades anuales, sobreviviendo a la década de 1990 gracias a encargos militares. Sin embargo, la marca perdió gran parte de sus instalaciones. Oleg Tychkin, quien había dirigido la fábrica desde 1961, falleció en el año 2000. En 2009, el consorcio Duraine adquirió la fábrica (incluyendo la marca) e incrementó la producción. Ese mismo año, las instalaciones (consideradas inaccesibles durante la era soviética) se abrieron al público con cita previa.

## Galería de imágenes

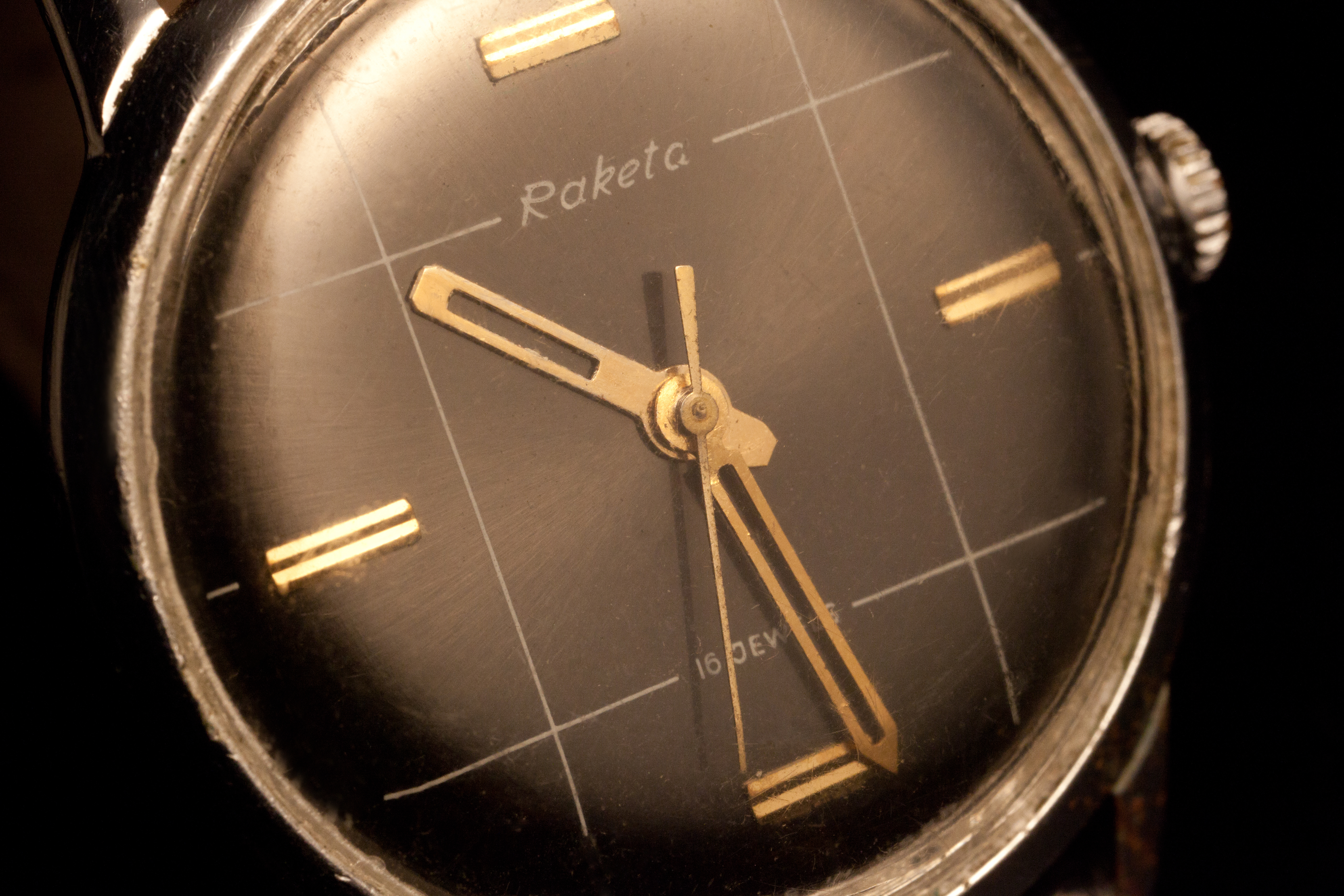
Raketa Sport, 1967
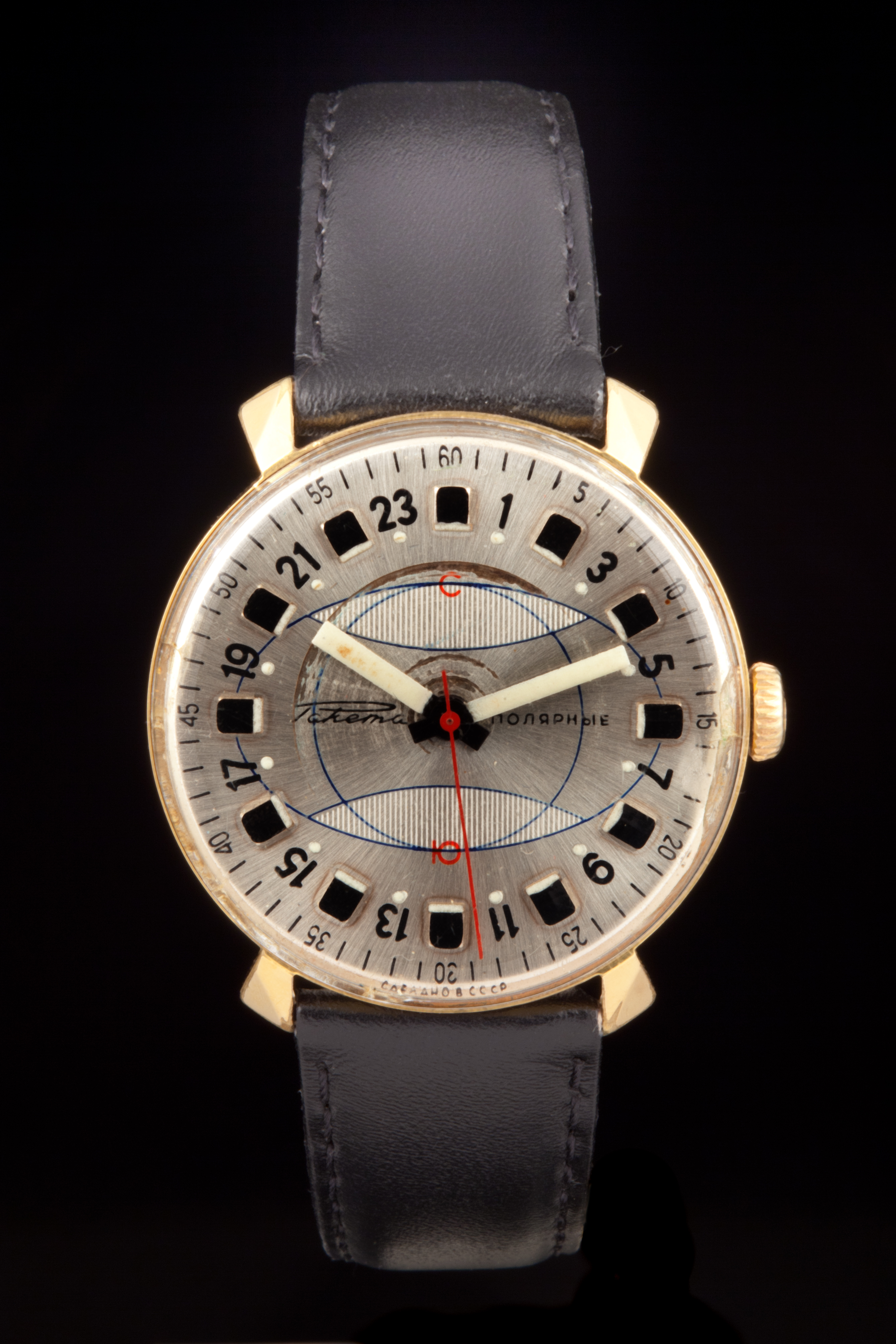
«Raketa Polar», 1969
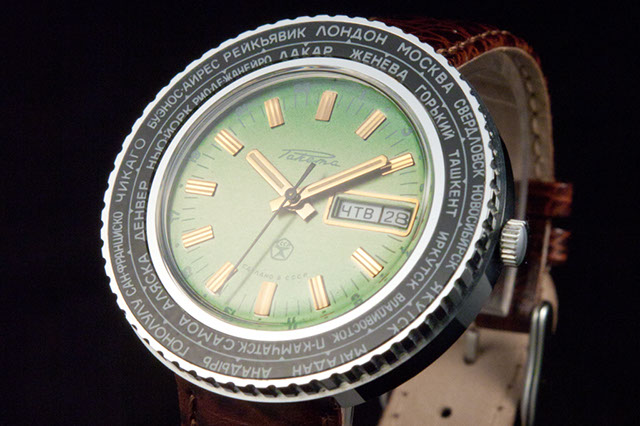
Raketa, 1974
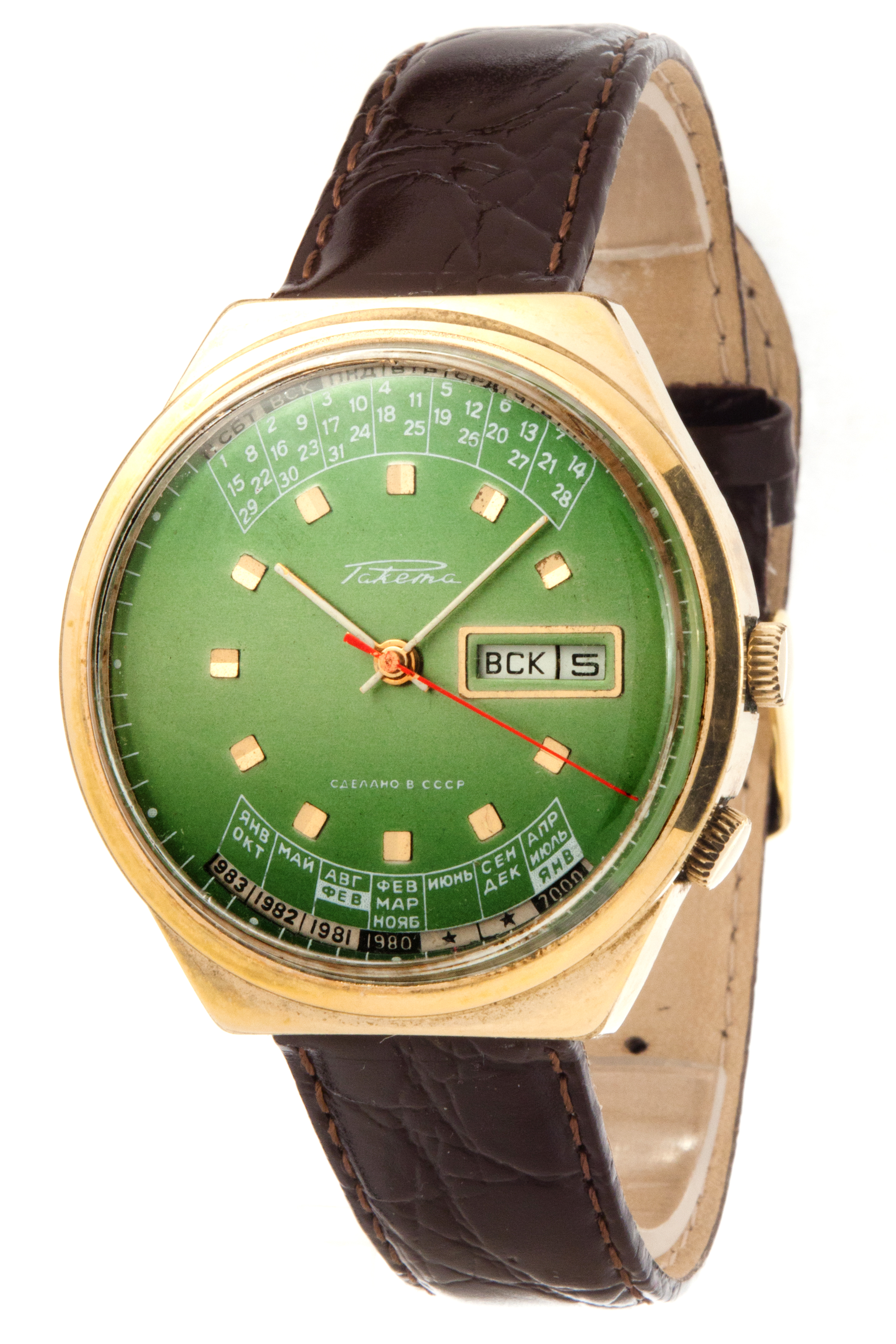
Raketa Eternal Calendar, 1978
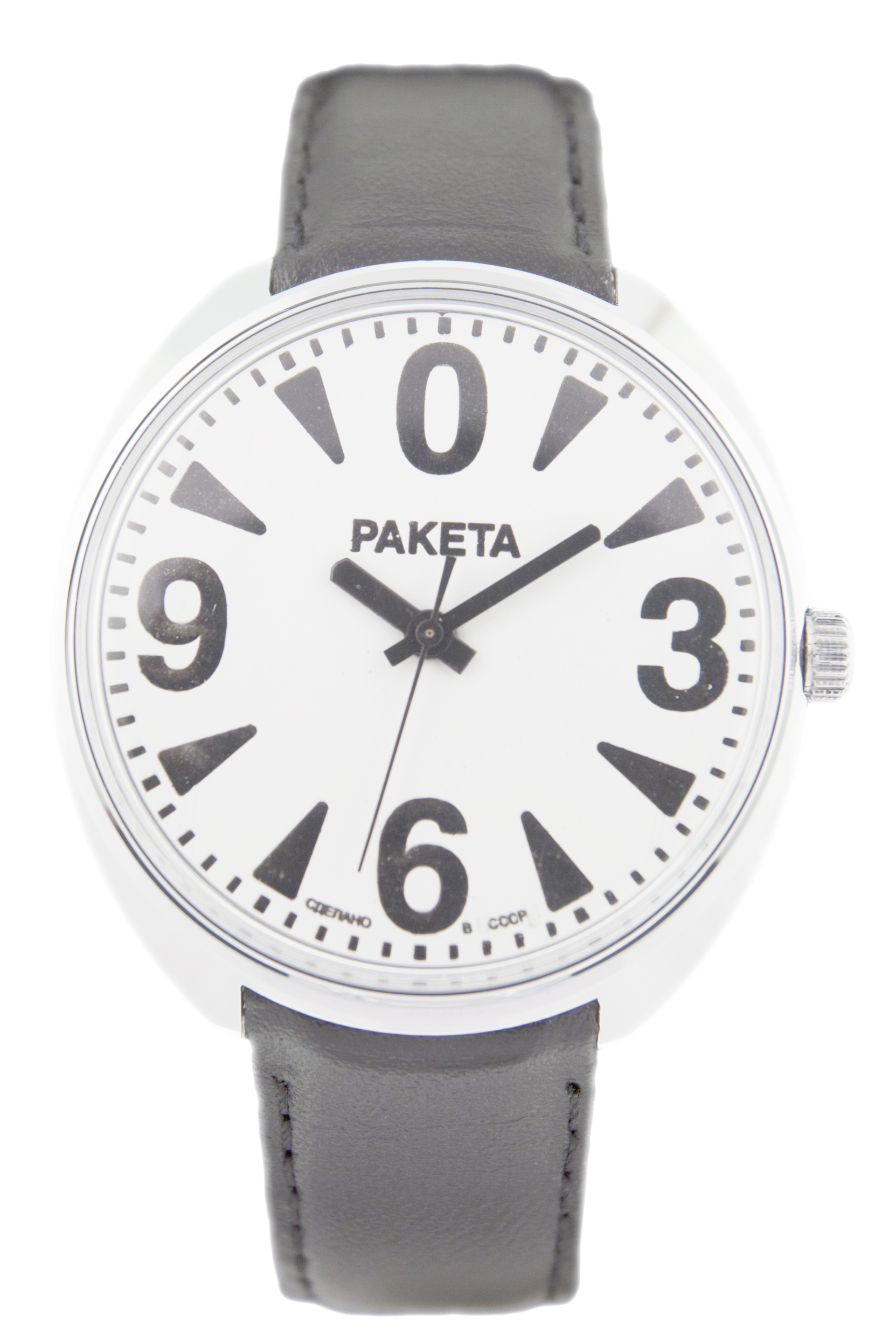
«Petrodvorets Classic», 1985 год